# Susen Tiedtke
Susen Tiedtke (née le 23 janvier 1969 à Berlin-Est) est une ancienne athlète allemande spécialiste du saut en longueur. 

## Palmarès

### Championnats du monde d'athlétisme en salle
- Championnats du monde d'athlétisme en salle 1993 à Toronto,  Canada
  -  Médaille d'argent du saut en longueur
- Championnats du monde d'athlétisme en salle 1995 à Barcelone,  Espagne
  -  Médaille de bronze du saut en longueur

## Divers
Elle pose pour le magazine Playboy pour l'édition de septembre 2004.